# Проктор (Вермонт)
Проктор (англ. Proctor) — місто (англ. town) в США, в окрузі Ратленд штату Вермонт. Населення — 1763 особи (2020).

## Демографія
Згідно з переписом 2010 року, у місті мешкала 1741 особа в 717 домогосподарствах у складі 500 родин. Було 780 помешкань
Расовий склад населення:
| - 98,2 % — білих - 0,1 % — вихідців з тихоокеанських островів - 0,1 % — чорних або афроамериканців - 0,1 % — азіатів |

До двох чи більше рас належало 1,4 %. Частка іспаномовних становила 0,7 % від усіх жителів.
За віковим діапазоном населення розподілялося таким чином: 23,8 % — особи молодші 18 років, 61,6 % — особи у віці 18—64 років, 14,6 % — особи у віці 65 років та старші. Медіана віку мешканця становила 42,9 року. На 100 осіб жіночої статі у місті припадало 90,3 чоловіків;  на 100 жінок у віці від 18 років та старших — 88,0 чоловіків також старших 18 років.
Середній дохід на одне домашнє господарство  становив 71 739 доларів США (медіана — 61 675), а середній дохід на одну сім'ю — 84 869 доларів (медіана — 71 304). Медіана доходів становила 45 000 доларів для чоловіків та 35 781 долар для жінок. За межею бідності перебувало 4,3 % осіб, у тому числі 0,0 % дітей у віці до 18 років та 1,6 % осіб у віці 65 років та старших.
Цивільне працевлаштоване населення становило 966 осіб. Основні галузі зайнятості: освіта, охорона здоров'я та соціальна допомога — 30,5 %, науковці, спеціалісти, менеджери — 13,8 %, виробництво — 10,2 %, роздрібна торгівля — 9,0 %.